# Leonardo Manrique Castañeda
Luis Leonardo Manrique Castañeda (Ciudad de México, 17 de agosto de 1934-15 de agosto de 2003) fue un antropólogo y lingüista mexicano.

## Biografía
Nació el 17 de agosto de 1934 en el barrio capitalino de Mixcoac, dentro de una familia de educadores. Siguiendo el ejemplo de sus padres, inicialmente se formó como profesor de educación primaria y normalista, aunque decidió matricularse en la Escuela Nacional de Antropología e Historia (ENAH) en 1955, tras finalizar su magisterio. En la ENAH, cursó cuatro especialidades: antropología física, etnología, arqueología y lingüística, decantándose especialmente por estas dos últimas. Tras completar su formación antropológica, se recibió como lingüista en 1960 con una tesis sobre el idioma pame hablado en la localidad de Jiliapan, en el estado de Hidalgo.
Concluida su formación profesional, se incorporó como profesor de la ENAH y fungió como su director entre los años 1965 y 1966. A su salida de este puesto, ingresó como investigador al Museo Nacional de Antropología, donde fundó y dirigió por varios años su Sección de Lingüística. En esa misma época, se desempeñó como asesor del Departamento de Asuntos Indígenas de Paraguay, a donde viajó como profesor invitado.
Falleció el 15 de agosto de 2003, a causa de una enfermedad cardio-pulmonar.

## Reconocimientos
Desde 2004, el Instituto Nacional de Antropología e Historia organiza bianualmente en su honor el Coloquio Leonardo Manrique.